# چی می

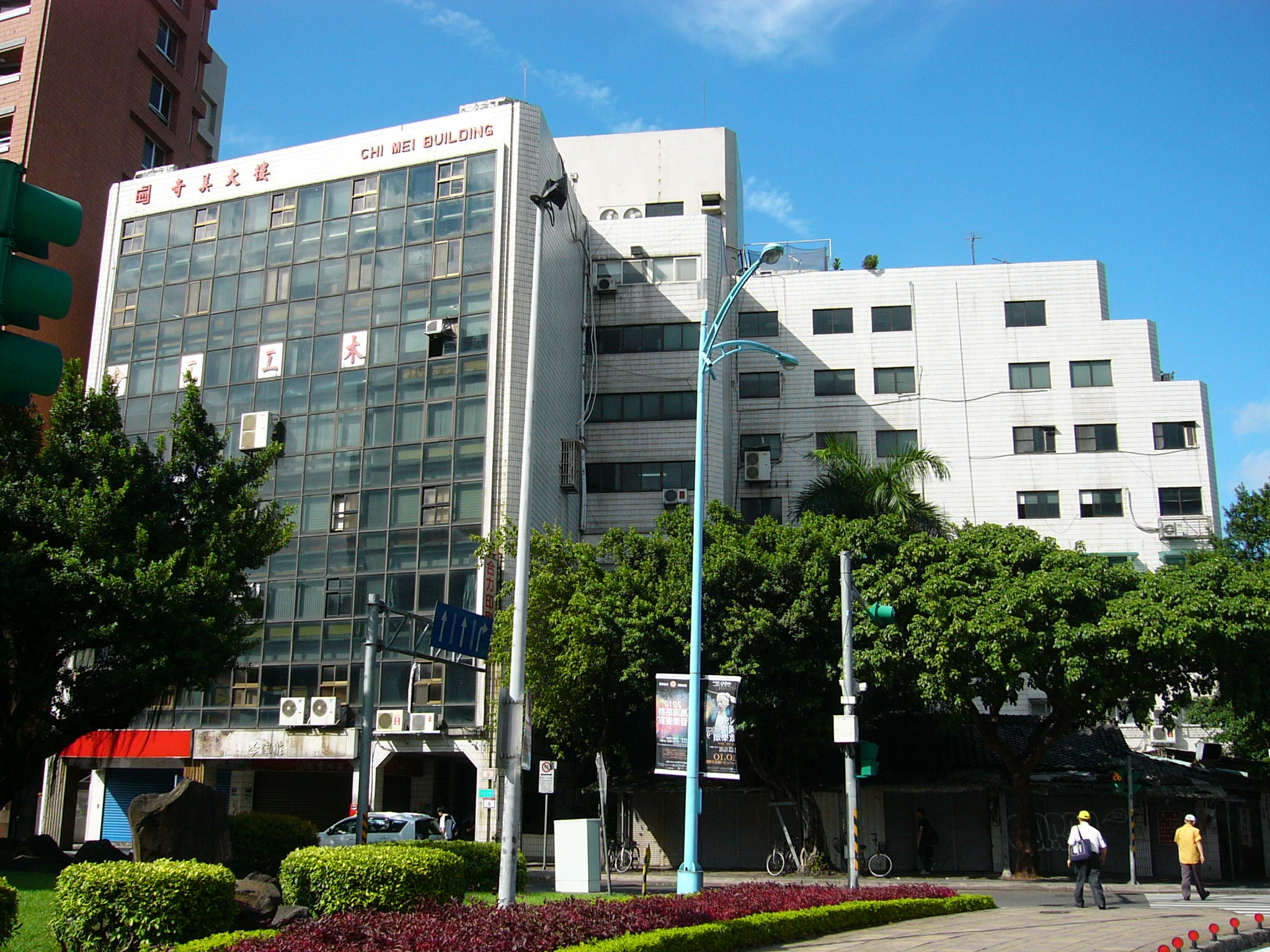
ساختمان شرکت چی می در تاینان

چی می (انگلیسی: Chi Mei Corporation) شرکت زیست‌فناوری تایوانی است، که در سال ۱۹۶۰ تأسیس شد.